# Carlos Orejuela (football, 1980)
Pour les articles homonymes, voir Carlos Orejuela et Orejuela.
Carlos Alberto Orejuela Pita, né le 4 avril 1980 à Lima au Pérou, est un footballeur péruvien jouant au poste d'attaquant.
Il a la particularité d'avoir joué pour les quatre équipes les plus titrées du Pérou : l'Universitario de Deportes, l'Alianza Lima, le Sporting Cristal et le Sport Boys.

## Biographie

### Carrière en club
Carlos Orejuela, surnommé El Flaco (« le mince »), fait ses débuts sous le maillot de l'Universitario de Deportes en 1re division péruvienne le 18 mars 2000 lorsque Roberto Chale l'envoie remplacer Julio Rivera face au Deportivo Pesquero (match nul 0-0). Il est d'ailleurs sacré champion du Pérou à deux reprises avec l'Universitario en 2000 et 2009 et participe avec ce club à plusieurs compétitions internationales : la Copa Merconorte en 2000 (trois matchs), la Copa Sudamericana en 2002 (un match) et la Copa Libertadores en 2009 et 2010 (cinq matchs, un but).
Avec l'Alianza Lima, il est à nouveau champion du Pérou en 2006. Il aura encore l'occasion de disputer trois autres éditions de la Copa Libertadores : en 2004 et 2007, avec le Sporting Cristal (10 matchs) et en 2011 avec le León de Huánuco (six matchs). En 2014, il joue la Copa Sudamericana sous les couleurs de l'Inti Gas (deux matchs).
Carlos Orejuela se distingue aussi en 2e division puisqu'il remporte deux fois le championnat de D2 avec l'América Cochahuayco en 1999 et l'Universidad César Vallejo en 2018.
En 2021, il joue pour le Cienciano del Cusco, son dernier club professionnel, où il prend sa retraite en devenant de surcroît le joueur le plus âgé à évoluer en D1 péruvienne (41 ans, 208 jours), battant le précédent record de longévité du gardien Joel Pinto (en) (41 ans, 146 jours).
À noter qu'en 2023, il s'enrôle au sein du CD Los del Parque, club amateur de la ligue de district de Barranco jouant en Copa Perú (D3 péruvienne).

### Carrière en sélection
International péruvien, Carlos Orejuela compte sept sélections entre 2003 et 2004. Il marque son seul but international le 26 juin 2003 à l'occasion d'un match amical face au Venezuela (victoire 1-0).

## Palmarès

### En1redivision
| Universitario de Deportes - Championnat du Pérou (2) : - Champion : 2000 et 2009. |  | Alianza Lima - Championnat du Pérou (1) : - Champion : 2006. |

### En2edivision
| América Cochahuayco - Championnat du Pérou D2 (1) : - Champion : 1999. |  | Universidad César Vallejo - Championnat du Pérou D2 (1) : - Champion : 2018. |